# Seznam členů České národní rady po volbách v roce 1971
Toto je Seznam poslanců České národní rady po volbách v roce 1971.

## Abecední seznam poslanců
V závorce stranická příslušnost.

### A–H
- JUDr. Čestmír Adam – ČSS
- doc. RSDr. Ladislav Adamec, CSc. – KSČ
- JUDr. Vladimír Ambruz – KSČ
- Oldřich Balabán – ČSS
- prof. MUDr. Vladimír Balaš , DrSc. – KSČ
- Ing. Radko Barták – KSČ
- Miroslav Bartheldy – KSČ
- Pavla Bařinová – KSČ
- Marie Bednaříková – bezpartijní
- Vlasta Beránková – bezpartijní
- Jaromír Berit – bezpartijní
- Anna Bohatová – KSČ
- Vladimír Borský – KSČ
- Zdena Botková – KSČ
- Josef Brisuda – KSČ
- Josef Brož – KSČ
- RSDr. PhDr. Miloslav Brůžek, CSc. – KSČ
- Ing.  Jiří Burian – KSČ
- Jiří Cibelius – bezpartijní
- Věra Cimplová – KSČ
- František Cirkl – ČSS
- Drahoslav Čapek – bezpartijní
- Libuše Čápová – bezpartijní
- Josef Černý – bezpartijní
- Božena Číhalová – bezpartijní
- Karel Dohnálek – bezpartijní
- Ladislav Doležal – KSČ
- JUDr. Miloslav Drahota – ČSL
- Václav Eger – bezpartijní
- Evžen Erban – KSČ
- Pavla Farníková – bezpartijní
- Antonín Feigl – KSČ
- Jiří Fleyberk – ČSS
- Ing. Alois Foltýn – KSČ
- Hilda Gajdáčková – KSČ
- Marcela Grácová – bezpartijní
- Ing. Jaromír Hájek – KSČ
- Jiří Hájek – KSČ
- RSDr. Emilian Hamerník – KSČ
- Josef Hanzelka – ČSL
- Zdeňka Hanzlová – ČSS
- Marta Hausnerová – KSČ
- Naděžda Havířová – KSČ
- Ing. Josef Havlín – KSČ
- Robert Hendrych – ČSL
- MUDr. Jaroslav Henzl – ČSS
- Rudolf Herkommer – KSČ
- PhDr. Miroslav Hlaváček – KSČ
- Jarmila Hlaváčková – KSČ
- Josef Hlavička – KSČ
- Jan Hluší – KSČ
- Vladimír Hofman – KSČ
- František Holub – KSČ
- Ing. Jaromír Horák – KSČ
- Ing. Jaroslav Horák – KSČ
- Libuše Horáková – bezpartijní
- Štěpán Horník – KSČ
- Jindřich Houska – KSČ
- Jiří Hrdlička – ČSS
- Miloslav Hvězda – KSČ

### CH–R
- Drahomíra Chodurová – KSČ
- Karel Chýlek – KSČ
- Stanislav Chytráček – ČSL
- Josef Izák – KSČ
- Bohuslav Janda – ČSL
- Ludmila Jandorová – bezpartijní
- Helena Jánská – bezpartijní
- Marie Jarošová – KSČ
- Věroslav Jedlička – ČSS
- RSDr. Jan Jirásek – KSČ
- Václav Jirotka – ČSS
- Božena Jírová – bezpartijní
- Josef Jirsík – KSČ
- Antonín Job – KSČ
- Ing. Josef Jung – KSČ
- Miloslav Kácha – bezpartijní
- Miroslav Kazda – KSČ
- prof. Ing. Josef Kempný, CSc. – KSČ
- Heda Kolaříková – KSČ
- Ing. Josef Konečný – KSČ
- Josef Korčák – KSČ
- Karel Kostka – bezpartijní
- Vlasta Kostková – ČSS
- Vlasta Kovářová – KSČ
- Jaroslav Krajhanzl – KSČ
- Josef Král – ČSL
- Ing. Jiří Krátký – ČSS
- Václav Krejčí – KSČ
- Václav Krňávek – bezpartijní
- Naděžda Křenová – bezpartijní
- Oldřich Kubánek – KSČ
- Milan Kučera – bezpartijní
- Josef Kudela – ČSL
- Jarmila Kuchařová – bezpartijní
- Cyril Kuklínek – ČSL
- Anna Kunstová – KSČ
- JUDr. Pavel Kyzr – ČSS
- Anna Langerová – bezpartijní
- Miloslav Lapka – bezpartijní
- Ing. Leopold Lér, CSc. – KSČ
- RSDr. Emil Liška, pplk. – KSČ
- Marta Lorencová – KSČ
- Jarmila Losseová – KSČ
- JUDr. Josef Macura – bezpartijní
- Jan Macháček – KSČ
- Jiří Malý – KSČ
- Josef Malý – KSČ
- RSDr. Josef Mevald – KSČ
- Zdeněk Míka – KSČ
- Jan Mikulecký – ČSS
- Josef Miler – KSČ
- Václav Motlík – KSČ
- Ing. Miroslav Mrázek – KSČ
- Karel Nádhera – KSČ
- Jaroslav Navrátil – KSČ
- JUDr. Jan Němec – KSČ
- Jan Nezval – ČSL
- Jaroslav Niče – bezpartijní
- Josef Novák – bezpartijní
- Marie Nyplová – bezpartijní
- Jan Onderka – bezpartijní
- Josef Pařil – KSČ
- Karel Pařízek – ČSL
- JUDr. Marie Patejdlová – KSČ
- Ing. Oldřich Paul – KSČ
- Filip Pejchal – KSČ
- Ing. plk. Jaroslav Peksa – KSČ
- Jan Pešek – KSČ
- Ladislav Pípa – bezpartijní
- Jaromír Plíva – KSČ
- Josef Podlešák – KSČ
- Božena Pokorná – KSČ
- prom. ped. Jindřich Poledník – KSČ
- Vladimír Prchal – KSČ
- RSDr. Lubomír Procházka – KSČ
- prof. MUDr. Jaroslav Prokopec, CSc. – KSČ
- prof. Ing. Zdeněk Průša, CSc. – KSČ
- Marie Pundová – KSČ
- Jiří Randík – KSČ
- Ing. Stanislav Rázl – KSČ
- Růžena Rohlenová – KSČ
- prof. RNDr. Bohumír Rosický, DrSc. PhMr. – KSČ
- František Rozhon – KSČ
- Štěpán Rudyj – bezpartijní
- Václav Runge – KSČ
- Hana Růžičková – KSČ
- Josef Rygula – KSČ
- Jindřich Řehořek – KSČ
- Josef Řepka – ČSL
- Oldřiška Řezáčová – KSČ

### S–Z
- František Samec – KSČ
- Josef Skopal – bezpartijní
- Zdeňka Skřivánková – KSČ
- Jiřina Sloupová – bezpartijní
- Bohumil Sluka – ČSL
- Ing. Marie Smolíková – KSČ
- Václav Starec – KSČ
- Adolf Starý – KSČ
- Ivana Stříbrská – KSČ
- Miroslav Suchopárek – bezpartijní
- Karel Svoboda – KSČ
- RSDr. Václav Svoboda – KSČ
- mjr. Marie Šantorová – KSČ
- František Šebera – ČSL
- Karel Šimon – KSČ
- Bohuslav Šlahař – KSČ
- Marie Šmotková – bezpartijní
- Ing. František Šrámek – KSČ
- Jan Štandl – KSČ
- doc. MUDr. Václav Šťastný, plk. – KSČ
- Ing. Vladimír Štroner – KSČ
- Josef Teplý – bezpartijní
- Sláva Tešnar – KSČ
- Emil Tiele – KSČ
- Bohuslav Toman – KSČ
- František Toman – ČSL
- Alois Tomeček – KSČ
- MUDr. Milada Tomečková – KSČ
- Karel Tondr – KSČ
- Milada Tořová – bezpartijní
- František Trejbal – bezpartijní
- Marie Trnková – bezpartijní
- Jaroslav Ungr – KSČ
- Ing. Jan Uřičář – bezpartijní
- Ing. František Vaculík – KSČ
- Břetislav Válek – KSČ
- Josef Vaňátko – bezpartijní
- Oldřich Vašků – ČSL
- Jaroslav Vejr – KSČ
- Jaroslav Venhauer – KSČ
- zasl. um. Vlasta Vlasáková – KSČ
- František Volejník – KSČ
- Oldřich Voleník – KSČ
- Miroslav Vyhlídal – KSČ
- Miroslav Zavadil – KSČ
- Richard Zeithaml – KSČ
- RNDr. Vladimír Zvěřina, CSc. – KSČ
- RNDr. Václav Zýka, DrSc. – KSČ
- Zdena Žáková – KSČ
- Zbyněk Žalman – ČSL
- Václav Žid – KSČ
- Jana Židlická – KSČ
- František Židlický – KSČ